# Somanguima
Somanguima, également appelé Somaguina, est une localité située dans le département de Karangasso-Vigué de la province du Houet dans la région des Hauts-Bassins au Burkina Faso.